# Герб комуни Труса
Герб комуни Труса (швед. Trosa kommunvapen) — символ шведської адміністративно-територіальної одиниці місцевого самоврядування комуни Труса. 

## Історія
У привілеї 1611 року місто Труса отримало право використовувати герб із зображенням човна з двома парами весел. А на перших печатках міста було додано ще й півмісяць. 

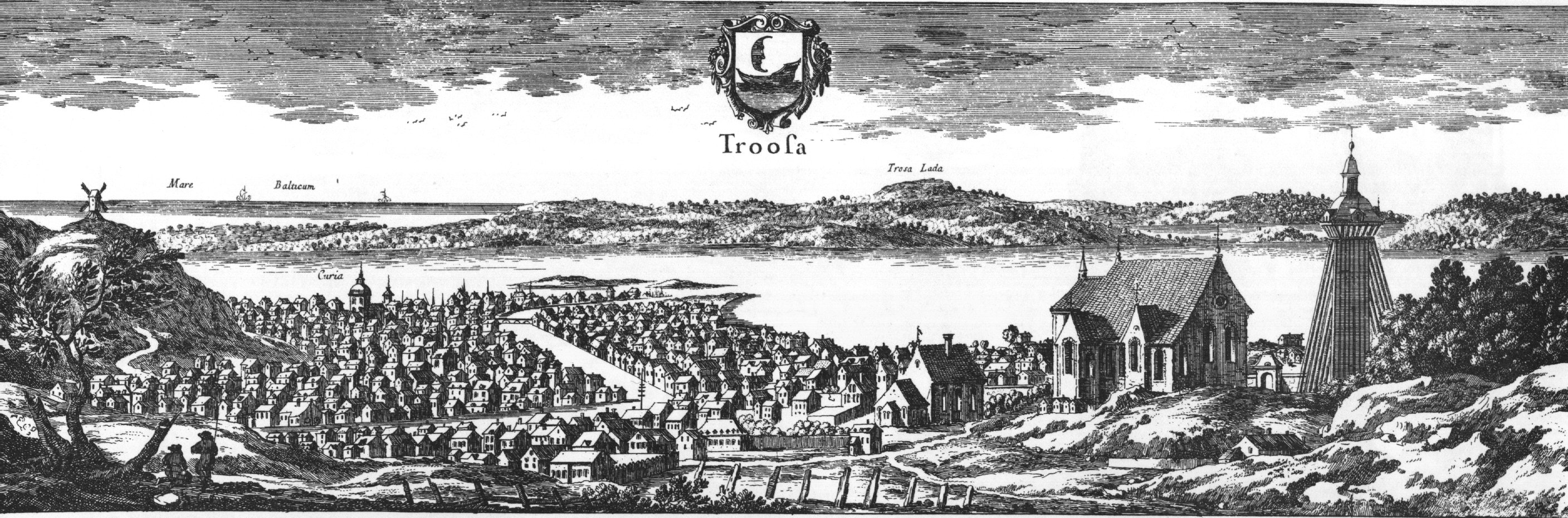
Герб на гравюрі з панорамою міста Труса (біля 1700 р.)

Герб міста Труса отримав королівське затвердження 1934 року. Після адміністративно-територіальної реформи, проведеної в Швеції на початку 1970-х років, муніципальні герби стали використовуватися лишень комунами. Тому тепер цей герб представляє комуну, а не місто. 
Герб комуни зареєстровано 1992 року. 

## Опис (блазон)
У синьому полі золотий човен з двома парами весел, над ним —  срібний півмісяць ріжками праворуч.   

## Зміст
Зображення човна і півмісяця походить з печатки XVІI століття. Човен є символом риболовлі і вказує, що у міських привілеях зазначалося право вилову рибу на архіпелазі між Укселесундом і Седертельє.